# Automolis bipuncta
Automolis bipuncta là một loài bướm đêm thuộc phân họ Arctiinae, họ Erebidae.